# Klaramaria Skala
Klaramaria Skala, gemäß „Geburts- und Taufbuch“ allerdings amtlich „Klara Maria Hermine Skala“, (* 30. Jänner 1921 in Wien; † 27. Juni 2006 in Füssen) war eine österreichische Schauspielerin.

## Leben
Klara Maria Skala begann zunächst ein Studium der Theaterwissenschaften und Kunstgeschichte. 1940 debütierte sie unter dem Bühnennamen Klaramaria Skala als Schauspielerin in ihrer Heimatstadt, wo sie in den Folgejahren an verschiedenen Bühnen tätig war: Von 1946 bis 1948 an Eugen Herbert Kuchenbuchs Theater Die Stephansspieler und von 1947 bis 1949 am Theater Die Insel. 1952 wechselte sie nach Berlin. Dort spielte sie sowohl im West- als auch im Ostteil der Stadt vom Theater am Kurfürstendamm über das Renaissance-Theater bis hin zum Deutschen Theater. Sie verkörperte Rollen wie die „Julia“ in Max Frischs Chinesischer Mauer und die „Claudine“ in Molières George Dandin.
Ab 1942 war Skala auch als Schauspielerin für Filmproduktionen tätig. 1942 spielte sie unter der Regie von Willi Forst im Operettenfilm Wiener Blut, einem der wirtschaftlich erfolgreichsten Filme der Zeit des Nationalsozialismus. Sie stand 1944 in der Gottbegnadeten-Liste des Reichsministeriums für Volksaufklärung und Propaganda.
Im Drama Seine einzige Liebe verkörperte sie Franz Schuberts Jugendliebe Therese Grob. Zu Klaramaria Skalas weiteren Filmen zählen die DEFA-Produktion Karriere in Paris nach Honoré de Balzac und die Heinz-Erhardt-Komödie Willi wird das Kind schon schaukeln. Daneben übernahm sie Gastrollen in Fernsehserien wie Derrick, Der Leihopa, Hafenpolizei, Das Kriminalmuseum und Ein Mann will nach oben. In der ZDF-Serie Drei sind einer zuviel nach Barbara Noack spielte sie die wiederkehrende Rolle der „Lehrerin Sonnenblühn“.
Überdies arbeitete sie als Synchronsprecherin und lieh beispielsweise Klári Tolnay in Frau Dery und Agi Meszaros in Um einen Fußbreit Land ihre Stimme.
Im Juli 1955 heiratete sie Alexander Selo. Im Juni 2006 starb Klara Maria Selo in Füssen.

## Hörspiele (Auswahl)
- 1955: Hans Fallada: Der Trinker – Regie: Ludwig Cremer

## Filmografie (Auswahl)
- 1942: Wiener Blut
- 1943: Späte Liebe
- 1944/49: Ein Herz schlägt für Dich
- 1947: Seine einzige Liebe
- 1948: Der Prozeß
- 1948: Zyankali
- 1952: Karriere in Paris
- 1963: Das Ende vom Anfang
- 1963: Hafenpolizei: Mord an Bord (Fernsehserie)
- 1963: Don Juan kommt zurück
- 1964: Bürger Schippel
- 1966: Herr Puntila und sein Knecht Matti
- 1967: Heißes Pflaster Köln
- 1969: Van Gogh
- 1971: Graf Luckner (Serie)
- 1971: Willi wird das Kind schon schaukeln
- 1974: Unter einem Dach: Der Stromausfall (Fernsehserie)
- 1977: Drei sind einer zuviel
- 1983: Frühlingssinfonie
- 1983: Strawanzer
- 1984: Heiße Tage im Juli
- 1990: Kaffeeklatsch